# Sarmenstorf
Sarmenstorf (schweizerdeutsch: ˈsɑːrmiʃˌdɔrf) ist eine Einwohnergemeinde im Schweizer Kanton Aargau im unteren Freiamt. Sie gehört zum Bezirk Bremgarten.

## Geographie
Das Dorf liegt auf einem flachen Sattel zwischen dem Bünztal und dem Seetal, rund zwei Kilometer östlich des Hallwilersees. Es befindet sich zwischen den Ausläufern von Lindenberg im Südosten und Rietenberg im Nordwesten. Das Gemeindegebiet wird in Richtung Norden durch den Erusbach entwässert, der bei Dottikon in die Bünz mündet. Es gibt kein eigentliches Dorfzentrum. Die Gemeinde besteht aus den Ortsteilen Chilenwinkel, Fröschenwinkel, Oberdorf und Vorstatt, die in den letzten Jahrzehnten zusammengewachsen sind. Während Fröschenwinkel und Vorstatt auf der Hochebene liegen, befinden sich das Oberdorf und Chilenwinkel leicht erhöht auf einem Hügelkamm. Dieser steigt sanft in Richtung Südosten zum Niesenberg an, einem Ausläufer des Lindenbergs.
Die Fläche des Gemeindegebiets beträgt 830 Hektaren, davon sind 243 Hektaren mit Wald bedeckt und 112 Hektaren überbaut. Der höchste Punkt befindet sich auf 702 m ü. M. am Niesenberg, der tiefste auf 504 m ü. M. am Erusbach. Nachbargemeinden sind Villmergen im Norden, Büttikon im Nordosten, Uezwil im Osten, Kallern im Südosten, Bettwil und Fahrwangen im Süden sowie Meisterschwanden und Seengen im Westen.

## Geschichte
Bedeutende Funde weisen darauf hin, dass das Sarmenstorfer Gemeindegebiet bereits während der Jungsteinzeit besiedelt war. 1926/27 wurden in der Nekropole von Sarmenstorf im Zigiholz mehrere Grabhügel aus der Zeit um 2200 v. Chr. untersucht. Diese Gräber waren während der Bronzezeit um 1400 v. Chr. nochmals für Bestattungen verwendet worden. Östlich des Dorfes wurde 1927 die Römervilla Murimooshau aus römischer Zeit ausgegraben und untersucht.

Luftansicht (1959)

Die Besiedlung durch die Alamannen ist durch ein Gräberfeld im Gebiet Büel belegt. Die erste urkundliche Erwähnung von Sarmarsdorf erfolgte im Jahr 1173. Der Ortsname stammt vom althochdeutschen Saramannesthorf und bedeutet «Dorf des Saraman». Das Dorf war bis 1173 im Besitz der Grafen von Lenzburg, danach des Stifts Beromünster. Weitere bedeutende Grundbesitzer jener Zeit waren die Klöster Einsiedeln, Sankt Blasien und Säckingen. Die Habsburger übernahmen 1306 die Landesherrschaft und damit auch die hohe Gerichtsbarkeit.
1415 eroberten die Luzerner die Dörfer Büttikon, Hilfikon, Sarmenstorf, Uezwil und Villmergen. Doch 1425 mussten sie das Gebiet an den gemeinsamen Besitz der Eidgenossen zurückgeben. Sarmenstorf war nun Hauptort des gleichnamigen Amtes in den Freien Ämtern, einer gemeinen Herrschaft. Die niedere Gerichtsbarkeit über die Vogtei Sarmenstorf wechselte mehrmals ihren Besitzer: von den Herren von Küssnacht über die Herren von Eschenz, das Kloster Hermetschwil, die Herren von Hilfikon bis hin zur Familie von Roll aus Solothurn.
Im März 1798 nahmen die Franzosen die Schweiz ein und riefen die Helvetische Republik aus. Sarmenstorf war fünf Jahre lang Distriktshauptort im kurzlebigen Kanton Baden. Seit 1803 gehört die Gemeinde zum Kanton Aargau. Im 19. Jahrhundert hielt langsam die Industrie Einzug, so wurde 1835 in Sarmenstorf die erste Buchdruckerei des Freiamts eröffnet. Im selben Jahr eröffnete Elise Ruepp ein privates Töchterinstitut, das auch Lehrerinnen ausbildete. Am 18. Dezember 1916 erhielt das Dorf einen Anschluss ans Eisenbahnnetz, als die Wohlen-Meisterschwanden-Bahn ihren Betrieb aufnahm. Die Bahnlinie musste allerdings am 31. Mai 1997 stillgelegt werden. Bis etwa 1980 stagnierte die Bevölkerungszahl, seither stieg sie jedoch um mehr als die Hälfte an.

## Sehenswürdigkeiten

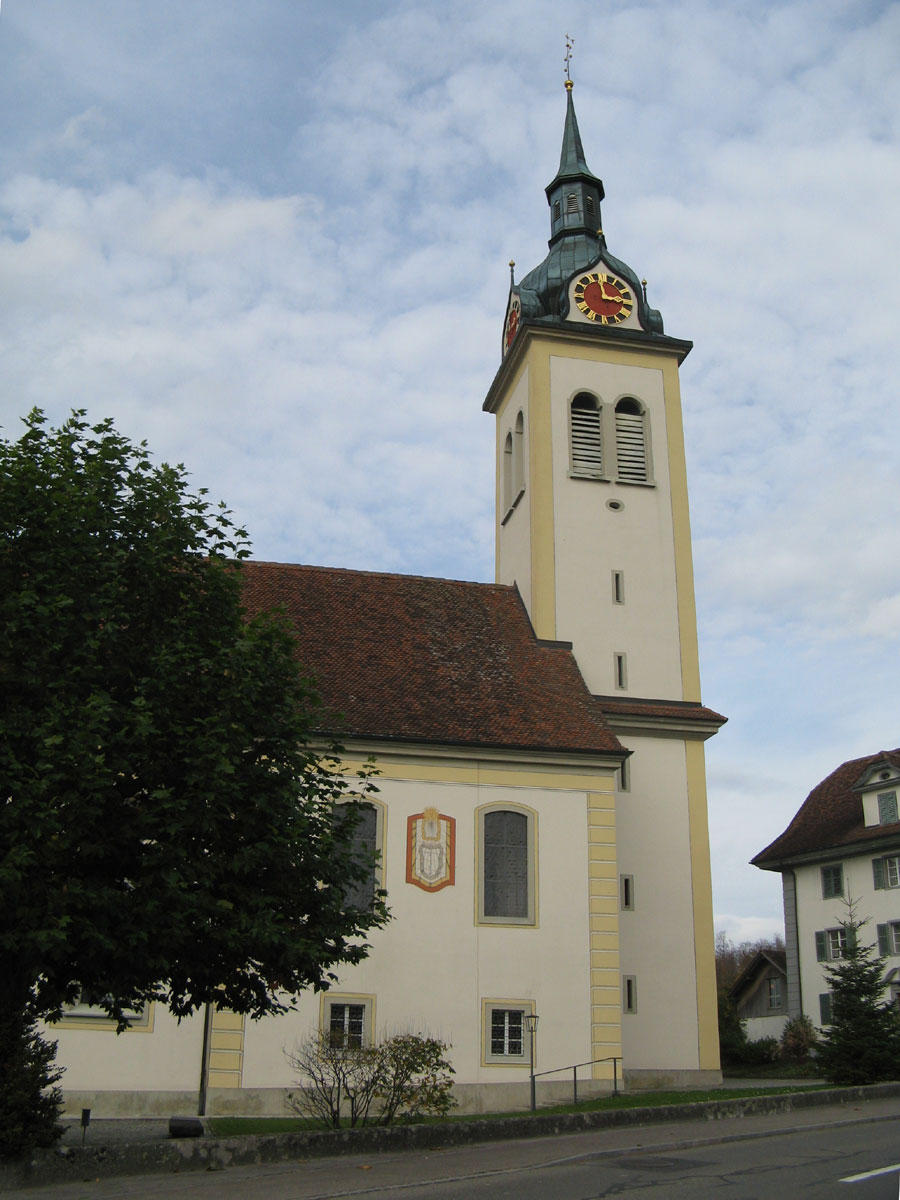
Heiligkreuzkirche

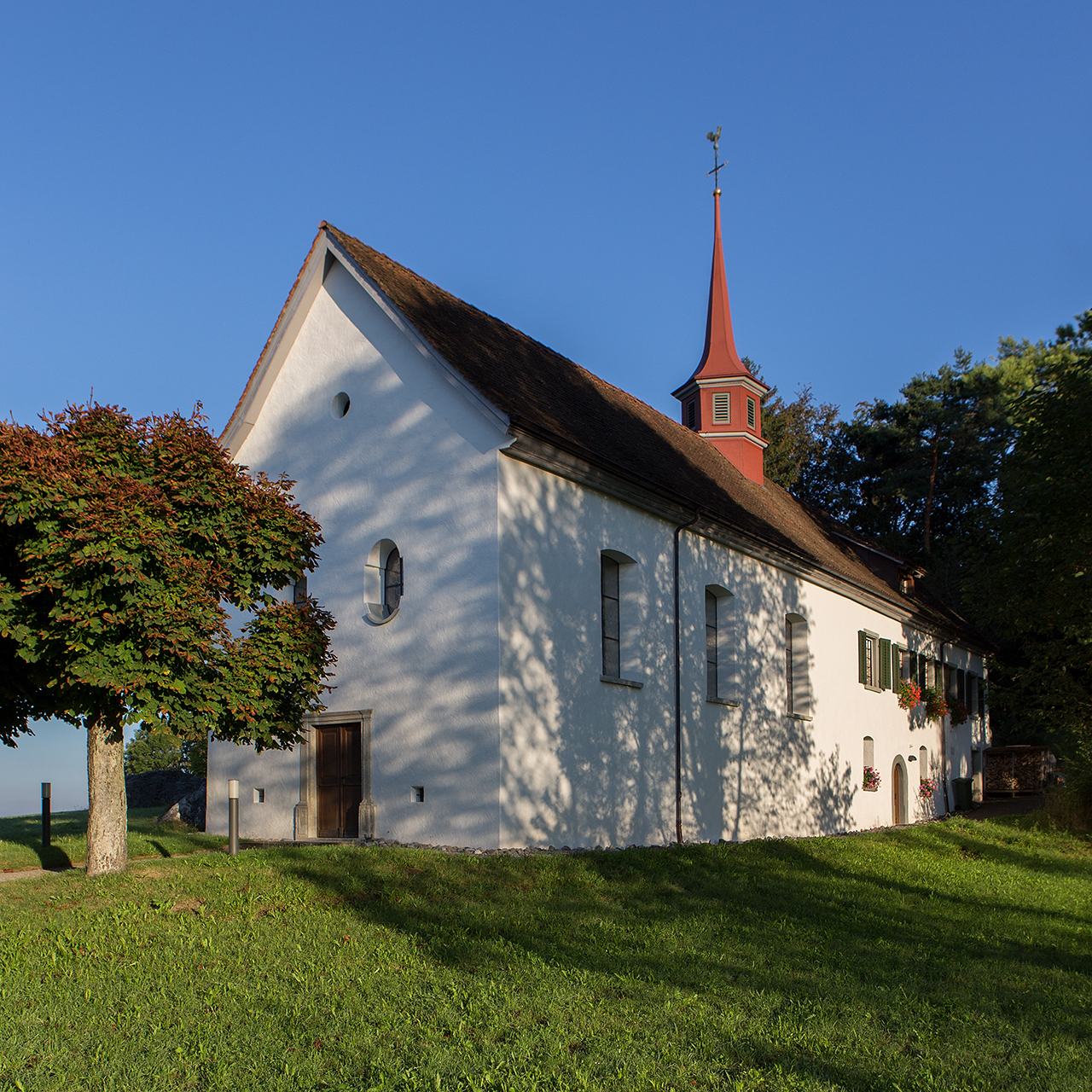
Wendelinskapelle

Die Geschichte der katholischen Pfarrkirche Heiligkreuz reicht bis ins frühe Mittelalter zurück. So kamen 1986 bei archäologischen Grabungen die Überreste eines karolingischen Kirchengebäudes aus der Zeit um 800 zum Vorschein. Ein 1622 errichteter Neubau verwendete teilweise dessen Fundamente. Das heutige Gebäude entstand zwischen 1778 und 1786. An die Nordseite der Pfarrkirche wurde 1780 eine Beinhauskapelle angebaut, das benachbarte Pfarrhaus stammt von 1744/45.
Die Innenausstattung der Pfarrkirche ist zum grössten Teil im damals vorherrschenden Rokoko-Stil gehalten. Hauptaugenmerk ist ein von zwei Figuren flankiertes Epitaph. Die Figuren stellen zwei angelsächsische Pilger dar, die laut einer Sage im nahen Weiler Büelisacher (Gemeinde Waltenschwil) ermordet wurden und anschliessend mit ihren abgeschlagenen Köpfen nach Sarmenstorf wanderten. Ihre Gebeine liegen im Opferaltar begraben.
Am nordöstlichen Dorfrand steht an der Strasse nach Büttikon die 1650 erbaute Wendelinskapelle. Sie wurde um einen Findling errichtet, der als vorchristliche Opferstätte gedeutet wird und enthält die Gebeine des Katakombenheiligen Firmanus. Im Dorfkern sind mehrere Häuser aus dem frühen 19. Jahrhundert erhalten geblieben.
Der Heidenhübelstein im Südosten des Dorfes ist einer der grössten Findlinge des Kantons.

## Wappen
Die Blasonierung des Gemeindewappens lautet: «In Rot zwei gekreuzte gelbe Pilgerstäbe.» Die Pilgerstäbe erschienen erstmals 1734 auf einem Dokument des Klosters Muri. Sie erinnern an die Sage der zwei ermordeten angelsächsischen Pilger. Bis 1905 erschienen die Stäbe auf blauem Feld über einem grünen Dreiberg, seither freischwebend in Rot.

## Bevölkerung
Die Einwohnerzahlen entwickelten sich wie folgt:
| Jahr      | 1850 | 1900 | 1930 | 1950 | 1960 | 1970 | 1980 | 1990 | 2000 | 2010 | 2020 |
| Einwohner | 1240 | 1212 | 1338 | 1398 | 1379 | 1491 | 1431 | 1708 | 2146 | 2480 | 2913 |

Am 31. Dezember 2023 lebten 3118 Menschen in Sarmenstorf, der Ausländeranteil betrug 15,6 %. Bei der Volkszählung 2015 bezeichneten sich 51,3 % als römisch-katholisch und 20,3 % als reformiert; 28,4 % waren konfessionslos oder gehörten anderen Glaubensrichtungen an. 93,8 % gaben bei der Volkszählung 2000 Deutsch als ihre Hauptsprache an, 2,2 % Italienisch, je 0,7 % Spanisch und Serbokroatisch sowie je 0,6 % Albanisch und Englisch.

## Politik und Recht
Die Versammlung der Stimmberechtigten, die Gemeindeversammlung, übt die Legislativgewalt aus. Ausführende Behörde ist der fünfköpfige Gemeinderat. Er wird im Majorzverfahren vom Volk gewählt, seine Amtsdauer beträgt vier Jahre. Der Gemeinderat führt und repräsentiert die Gemeinde. Dazu vollzieht er die Beschlüsse der Gemeindeversammlung und die Aufgaben, die ihm vom Kanton zugeteilt wurden. Für Rechtsstreitigkeiten ist in erster Instanz das Bezirksgericht Bremgarten zuständig. Sarmenstorf gehört zum Friedensrichterkreis VI (Wohlen).

## Wirtschaft
In Sarmenstorf gibt es gemäss der im Jahr 2015 erhobenen Statistik der Unternehmensstruktur (STATENT) rund 680 Arbeitsplätze, davon 8 % in der Landwirtschaft, 34 % in der Industrie und 58 % im Dienstleistungssektor. Viele Erwerbstätige sind Wegpendler und arbeiten in den umliegenden Gemeinden, vor allem in Villmergen und Wohlen.

## Verkehr

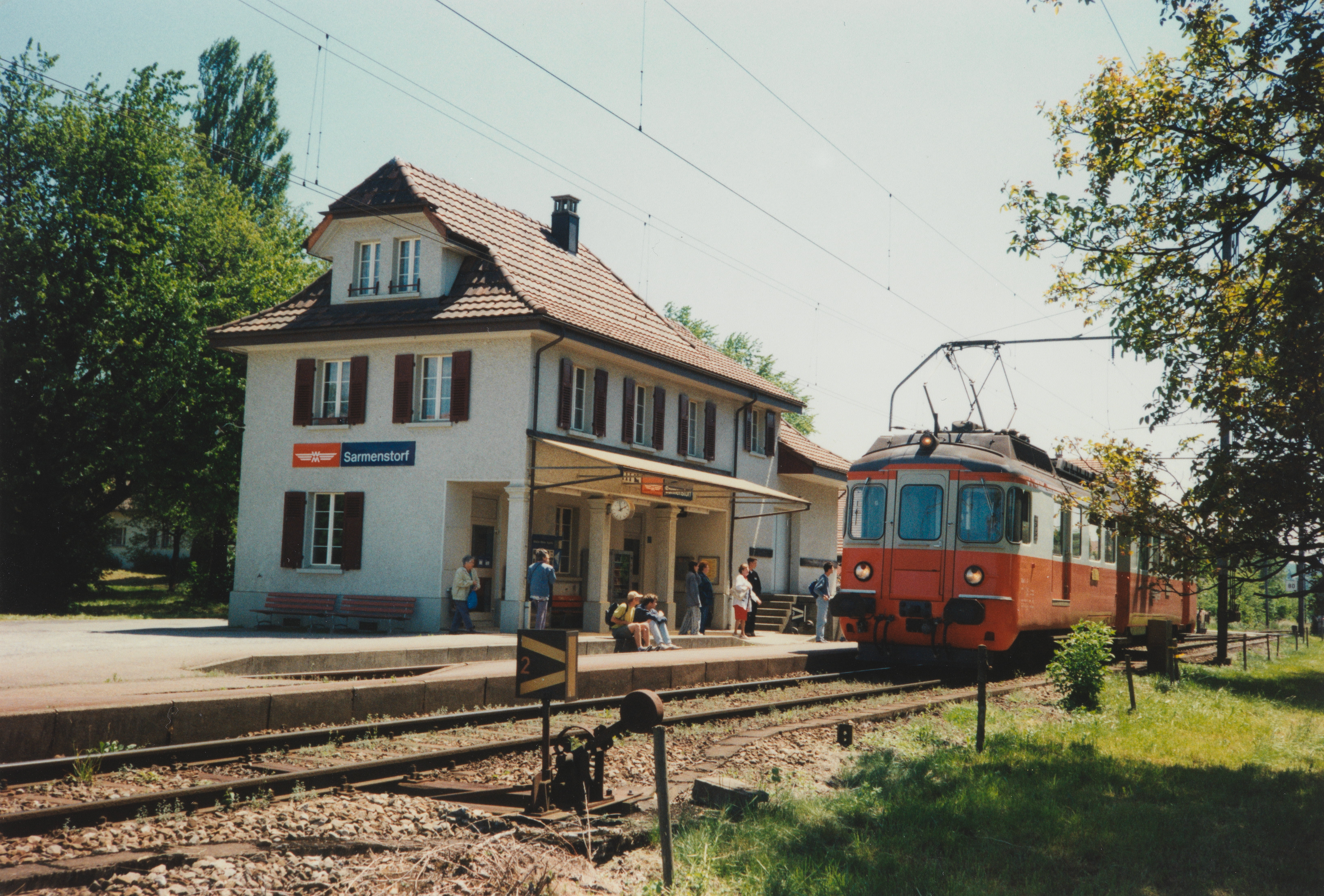
Bahnhof Sarmenstorf (1997)

Sarmenstorf liegt an der vielbefahrenen Kantonsstrasse 298 zwischen Wohlen und dem Seetal. Nebenstrassen führen nach Seengen und Büttikon. Der nächstgelegene Autobahnanschluss (A1) befindet sich rund 15 Fahrminuten entfernt bei Lenzburg. Vom Bahnhof Wohlen nach Meisterschwanden verkehrt eine Buslinie der Gesellschaft Limmat Bus, die 1997 die Wohlen-Meisterschwanden-Bahn abgelöst hat. Das ehemalige Bahntrassee wurde in einen Radweg umgewandelt. An Wochenenden verkehren Nachtbusse von Dietikon über Wohlen nach Sarmenstorf sowie von Lenzburg über Meisterschwanden nach Sarmenstorf.

## Bildung
Die Gemeinde verfügt über drei Kindergärten und ein Schulhaus, in dem die Primarschule unterrichtet wird. Die Sekundarschule und die Realschule werden zusammen mit der Gemeinde Meisterschwanden geführt, die Bezirksschule kann in Seengen besucht werden. Das nächstgelegene Gymnasium ist die Kantonsschule Wohlen.

## Persönlichkeiten
- Kaspar Koch (1742–1805), Priester und Revolutionär
- Alois Vock (1785–1857), Domdekan des Bistums Basel, Pädagoge und Historiker
- Elise Ruepp (1790–1873), Pionierin der Frauen- und Lehrerinnenbildung
- Jakob Ruepp (1792–1857), Jurist, Politiker, Hauserzieher
- Augustin Keller (1805–1883), Politiker und Mitbegründer der Christkatholischen Kirche
- Xaver Stalder (1868–1936), Regierungsrat
- Hans Furrer (1935–2023), Gemeindeammann 1978–1988, Ehrenbürger von Sarmenstorf[19]
- Bruno Baur (* 1955), Biologe und Professor für Naturschutzbiologie an der Universität Basel
- Werner Stutz (* 1962), Radrennfahrer
- Anna Winistörfer-Ruepp (1852–1934), Lehrerin, Zeitungsgründerin, Redakteurin und katholische Frauenrechtlerin